# Richard Greenblatt
Richard Greenblatt (Portland, Oregon, 25 de desembre de 1944) és un programador informàtic americà.
És considerat un dels fundadors, juntament amb Bill Gosper, de la comunitat furonera, una comunitat amb una filosofia i cultura de vida que es basa en la creença que la informació ha de ser lliure i la convicció que els ordinadors i les màquines poden canviar la vida i fer un món millor, sense respectar massa l'autoritat. Ocupa un lloc destacat del Laboratori Artificial Intelligence (AI) del Massachusetts Institute of Technology (MIT) i a la comunitat Lisp. És conegut per la seva perspicàcia en la programació; la gran quantitat d'hores que hi dedicava van fer notòries, també, la seva manca d'higiene personal. De fet, Greenblatt vivia a base d'una dieta de llaminadures i begudes gasoses, no trobava necessari perdre temps per descansar i dormir i per tant, ni de bon tros es canviava de roba.
L'octubre de 1962 va a matricular-se al Massachusetts Institute Technology (MIT) i al cap d'uns mesos va entrar al Tech Model Railroad Club, una organització d'estudiants del MIT que treballava amb la tecnologia ferroviària i que va ser font de la cultura furonera desenvolupada als Laboratoris AI. Allà va treballar amb el procediment Fortran, escrit per Peter Samson, i més tard va passar a treballar als Laboratoris AI, on es va convertir en «el furoner dels furoners».
La seva visió per la programació destaca per sobre de totes les coses, fins i tot arribava a obsessionar-se, de fet, va passar tant temps programant que va fracassar al MIT i per això va haver de buscar una feina a la Charles Adams Associates. Sis mesos més tard però, el van tornar a agafar al Laboratori d'Intel·ligència Artificial i va seguir vinculat al MIT. Per Greenblatt, un furoner i per tant, pot fer coses. I Greenblatt era un d'ells: addicte als ordinadors, manca d'interacció social, desnutrició, manca de son... un estil de vida o manera de fer pròpia d'una cultura diferent, la de furoner acadèmic.

## Aspectes biogràfics
Richard Greenblatt va néixer el 25 de desembre de 1944, a Portland, Oregon. La seva família es va mudar a Filadèlfia (Pensilvània) quan era un nen. Més tard, es van traslladar altre cop a causa del divorci dels seus pares: ell, la seva germana i la seva mare van anar a viure a Columbia, Missouri. Era però, un nen intel·ligent i ja des de petit jugava als escacs i feia funcionar dispositius elèctrics amb gran facilitat. Era a més, un geni de les matemàtiques.

## Aportacions a la tecnologia
Al MIT va desenvolupar el PDP-6 un model de computadora, i també va implementar en Maclisp, un dialecte del llenguatge de programació Lisp, dels més antics d'alt nivell que encara s'usen avui en dia, que es caracteritza per l'ús dels parèntesis.
I amb tot, Greenblatt va escriure un programa que permetia a un ordinador jugar als escacs de manera òptima contra un home: neix doncs el 1967, el joc escacs per ordinador, el MacHack (Corte de Mac). Va ser el primer programa capaç de jugar contra una persona i guanyar-la, és a dir, que estava condicionada per al torneig contra humans. Jugar a escacs contra un ordinador el 1967 va ser un pas enorme de cara la l'evolució de la Intel·ligència Artificial en contra del que pensava el filòsof Hubert Dreyfus que va criticar la informàtica i no creia que els ordinadors fossin capaços de jugar als escacs a un nivell elevat.
Al MIT també va treballar amb Tom Knight i Stewart Nelson per a desenvolupar l'Incompatible Timesharing System en què desenvolupaven un sistema de temps compartit que permetia als usuaris utilitzar diversos programes a la vegada. Amb Tom Knight va fabricar també, la Lisp Manchine, una computadora d'ús general destinada a treballar amb programes escrits amb llenguatge Lisp. Se’n van construir molt poques (unes 7000 al 1988), però moltes tecnologies actuals, com les impressores làser, estan desenvolupades de l'original Lisp Machine. Més endavant va fundar la Lisp Machines, Inc. Per distribuir les Lisp Machines en consonància amb l'ideal de la comunitat hacker.